# Hositea regina
Hositea regina là một loài bướm đêm trong họ Crambidae.